# 憲法訴訟
憲法訴訟（けんぽうそしょう）は、憲法解釈上の争点を含む訴訟であり、法令や行政行為に対し違憲判決を求める訴訟。
抽象的違憲審査制を採用している法制の下では、民事訴訟、刑事訴訟及び行政訴訟と並列する訴訟類型としての憲法訴訟が考えられるのに対し、付随的違憲審査制を採用している法制の下では、民事訴訟などとと並列する訴訟類型として位置づけられるわけではない（日本は後者）。あくまでも、これらの訴訟の解決に必要な限りにおいて憲法判断がされるに過ぎない（詳細は「違憲審査制」を参照）。
日本では1950年代の最高裁判所機構改革と並行し、1956年、違憲裁判手続法の法案が、日本社会党党首鈴木茂三郎議員らにより衆議院法務委員会へ提出され、趣旨説明が行われている。その後、憲法調査会で論議がなされているが、成立に至っていない。
しかし、憲法訴訟という類型自体が存在しないとしても、憲法判断の重要性から、憲法訴訟に特有の理論を考察する学問分野がある。このような学問分野を憲法訴訟論といい、日本では、1960年代に憲法学者芦部信喜が憲法訴訟に関する論文を精力的に執筆し、1970年代には憲法学界で憲法訴訟に関する議論が盛んになった。
以下、日本における憲法訴訟について、概説する。

## 憲法訴訟の対象

### 法令違憲
違憲性が主張された法令の規定自体を違憲と判断する類型である。
代表的な例としては、最高裁が初めて法令違憲の判断をした尊属殺重罰規定違憲判決（最大判昭和48年4月4日刑集27巻3号265号）があり、当時の刑法に存在していた尊属殺に関する規定を、憲法14条1項に違反するものとした。

### 適用違憲
違憲性が主張された法令の規定自体は違憲とはせずに、問題となった事件に適用される限りで違憲と判断する類型である。
最高裁判所の判例としては実例はないが（裁判官の個別意見としては存在する）、下級審においては、代表例として、第二次家永教科書訴訟の第一審判決（いわゆる杉本判決）において、学校教育法21条に基づく教科書検定は、執筆者の思想の内容の審査にわたらないかぎり憲法が禁止する検閲には該当せず違憲ではないが、問題とされた検定不合格処分は、教科書執筆者の学問的見解を事前に審査するものであり、違憲と判断した例などがある（東京地判昭和45年7月17日行集21巻7号別冊）。

### 処分違憲
法令自体は合憲とした上で、法令について違憲の運用がされている場合に、その一環として現れた処分は違憲であると判断する類型である。
日本における下級審における実例として、日本国と大韓民国との間の基本関係に関する条約に反対するデモの許可申請について東京都公安委員会が条件付き許可をした事案について、東京都公安条例に定める許可制度自体は合憲としながら、その運用について憲法が保障する集団行動としての表現の自由を事前に抑制するものとして最小限度の域を越えており、かかる運用の一環として流出したともいうべき本件条件付許可処分は憲法21条に違反すると判示した例がある（東京地判昭和42年5月10日下刑集9巻5号638頁、もっとも控訴審で破棄）。

## 憲法訴訟の当事者適格

### 前提問題
憲法訴訟では、まず、どのような立場の者が憲法問題に関する争点を提起することができるかという問題がある。この点については、抽象的違憲審査制の下では憲法上の争点提起の適格を有する者が法定されていることが通常であるのに対し、付随的違憲審査制の下では、あくまでも通常の訴訟の中で憲法判断されるに過ぎないこともあり、法定されているわけではない。ただし、付随的違憲審査を採用する以上、憲法上の争点提起の適格以前の問題として、法定された民事訴訟、刑事訴訟又は行政訴訟の訴訟要件（訴訟条件）を満たしていることが前提となる。
つまり、民事訴訟や行政訴訟で要求される当事者適格（特に原告適格）や訴えの利益などの訴訟要件を満たした訴訟でなければ、そもそも憲法上の争点提起の適格云々を議論する余地がない。それに加え、行政訴訟の場合は、行政事件訴訟法により法定された訴訟類型又は解釈上認められる訴訟類型に該当しなければならないという制約もある。これに対し、刑事訴訟の場合は、訴追された被告人が違憲性を主張することになるので、特に訴訟条件が問題とされることは少ない。

### 違憲主張の適格
当事者適格や訴えの利益などの要件を満たすものとして訴訟が適法に係属しているとして、当該訴訟における当事者が法令や処分の違憲の争点を主張することができるかという問題がある。この点、違憲と主張される法令や処分により訴訟当事者自身の権利が現実的・直接的に侵害される場合は、ほとんど問題はない。問題となるのは、訴訟当事者以外の第三者の権利侵害を問題としたり、権利侵害が抽象的な主張にとどまるにすぎない場合である。

#### 第三者の憲法上の権利の主張
適用される法令や処分が訴訟外の第三者の権利を侵害するとして、訴訟において違憲性を主張できるかという問題がある。そもそも、そのような主張をすることは他人の権利に干渉することに繋がるため、原則として許されないということになるが、違憲の主張をする当事者と第三者との関係や第三者が別の訴訟で違憲性を主張することの可能性を考慮し、場合によっては第三者の権利の主張を認めるべきとする見解もある。
この点については、関税法違反により起訴された被告人が、有罪判決とともに附加刑として第三者所有物の没収刑が言い渡されたために、第三者の財産を適正手続によらずに剥奪するものであるとして上告された事案につき、最高裁判所は、「かかる没収の言渡を受けた被告人は、たとえ第三者の所有物に関する場合であつても、被告人に対する附加刑である以上、没収の裁判の違憲を理由として上告をなしうることは、当然である。のみならず、被告人としても没収に係る物の占有権を剥奪され、またはこれが使用、収益をなしえない状態におかれ、更には所有権を剥奪された第三者から賠償請求権等を行使される危険に曝される等、利害関係を有することが明らかであるから、上告によりこれが救済を求めることができるものと解すべきである。」と判示して、第三者の権利侵害の主張を認められる場合があることを示した（最大判昭和37年11月28日刑集16巻11号1593頁）。

#### 過度の広汎性の法理との関係
刑罰法規の内容が一定限度を超えて不明確である場合や、精神的自由権を制約する法令が、明確性を欠いたり過度に広汎であるために萎縮効果が排除できない場合は、当該法令は文面上無効と解される。
このような文面上無効の法令は、訴訟当事者に対して適用される限りにおいては正当であっても、そもそも無効の法令であるとしてその適用を否定すべき旨の主張をすることが認められる場合があり得る。
ただし、現実の裁判所の対応としては、後述する合憲限定解釈の手法を採ることにより対処する傾向にある。

## 立法事実の審査
訴訟手続では、争点となる事実関係の有無につき当事者による主張立証がされ、それを下に裁判所は事実認定をし、認定された事実について法を適用して判決をする（ここでいう事実を司法事実又は判決事実という。）。憲法訴訟でも、以上のような事実の有無の審理がされることは変わりがない。しかし、憲法訴訟においては、以上のような具体的・個別的な事実のほか、適用される法令の制定の基礎を形成し、かつその合理性を支える社会状況などの一般的事実の存否を調べることが重要になる。このような事実を立法事実という。
アメリカ合衆国においては、女性労働者の労働時間を1日10時間に制約する法律の合憲性が争われた訴訟において、ブランダイス弁護士が、法律論についてはわずか2頁しか充てず、残りの約100頁を長時間労働が女性の健康に与える悪影響について医学的な論証や統計資料により構成する上告趣意書を提出したことを切っ掛けに、立法事実を重視するようになった。
これに対し、日本においては、いわゆる薬事法距離制限条項違憲判決で、当時、薬局開設に関して距離制限を定めていた薬事法の規定が違憲であるか否かにつき、上告人・被上告人ともに立法事実論を展開し、それに対し、最高裁も判決の理由中で立法事実につき詳細な論述を展開したものとして注目された（最大判昭和50年4月30日民集29巻4号572頁）。
立法事実は法令の効力に関する事実なので、その認定については、司法事実の認定とは異なり、当事者が主張立証しない事実を判決の基礎としてはいけないという弁論主義は妥当しないと解されている。つまり、訴訟当事者が主張立証しない事実を職権で考慮することができるのが建前である。もっとも、裁判所が立法事実を正確に把握するためには、実際問題としては訴訟当事者による資料提出に負う面が大きい。

## 憲法判断の回避
訴訟において違憲主張適格のある当事者により違憲主張がされている場合であっても、裁判所は必ず憲法判断をしなければならない訳ではなく、憲法問題に触れずに判決をすることが可能であれば、あえて憲法判断をする必要はないと考えられている。
このような憲法判断回避の方法としては、憲法判断そのものを回避する方法と合憲限定解釈の方法がある。

### 憲法判断そのものの回避
憲法判断を全くしないで訴訟について法的判断をする手法であり、アメリカ合衆国の Ashwander v. TVA 事件の連邦裁判所判決におけるブランダイス裁判官（前述したブランダイス弁護士と同一人物）が補足意見であげた準則（ブランダイス・ルール）の第4準則に由来する。
国家統治の基本に関する高度な政治性を有する国家の行為については統治行為論を用いて憲法判断を回避する場合がある。砂川事件上告審判決では、（旧）日米安全保障条約の合憲性判断について、統治行為論と自由裁量論を組み合わせた変則的な理論を展開して、司法審査の対象外とした。（最高裁昭和34年12月16日大法廷判決）
いわゆる恵庭事件においては、被告人から自衛隊法の違憲性が主張されたものの、札幌地裁が、被告人が切断した自衛隊基地内の電信線は自衛隊法第121条にいう「その他の防衛の用に供する物を損壊」に該当しないものとして無罪判決をし、無罪になった以上憲法判断を行う必要がないとした例が有名である（札幌地判昭和42年3月29日下刑集9巻3号359頁）。

### 合憲限定解釈
法令の違憲判断を回避する手法であり、法令に対する憲法判断がされるが、法令の解釈について複数の解釈が成り立ち、違憲とも合憲とも解釈できる場合は、法令の解釈としては合憲となるような解釈をした上で、当該法令を根拠とした国家行為が法令違反であるとして処理する方法である。前述のブランダイス・ルールの第7準則に由来する。
日本においては、1960年代に公務員の労働基本権を制限する立法につき合憲限定解釈の手法が多用されたほか（最大判昭和41年10月26日刑集20巻8号901号、最大判昭和44年4月2日刑集23巻5号305頁など。ただし、後に最高裁は、公務員の労働基本権を制限する立法に関する合憲限定解釈の手法を否定する。）、立法の正当性を維持することを目的として合憲限定解釈の手法を採る例が多いとされている。
ただし、実際に合憲限定解釈の手法が採られた例の中には、違憲判断を回避するために無理な解釈をしている場合もあるのではないかという批判もされている。

## 法令違憲判決の効力
下級審が法令違憲の判断をしても、下級審に最終的な違憲審査権が帰属するわけではないから、違憲判決の効力は、当該事件についてのみ及び、他の事件に及ばないことは問題ない。
これに対し、最高裁判所は違憲審査権に関する終審裁判所であるため（日本国憲法第81条）、最高裁判所が法令違憲の判断をした場合、当該法令が直ちに無効になるのかについては、争いがある。この点については、大別して、法令違憲と判断した事件についてだけ法令の適用が排除されるにとどまるとする見解（個別的効力説）と、問題となった具体的な事件だけでなく一般的に法令の効力が失われるとする見解（一般的効力説）とに分かれる。
前者の見解に対しては、内閣は法令違憲とされた「法律を誠実に執行」（日本国憲法第73条1号）しなければならないのかという問題などが指摘されることがあり、後者の見解に対しては、法的安定性が害されるという問題などが指摘されており、両者とも必ずしも徹底して主張されているわけではないが、個別的効力説が通説となっている。
なお、最高裁判所が違憲の裁判をした場合は、「その要旨を官報に公告し、且つその裁判書の正本を内閣に送付する。その裁判が、法律が憲法に適合しないと判断したものであるときは、その裁判書の正本を国会にも送付する」とする最高裁判所規則が存在するが（最高裁判所裁判事務処理規則14条）、この規定はあくまでも国会や内閣による対応措置を期待するものであると理解されている。
もっとも、実際の運用としては、法令違憲の判断がされたほとんどの場合において、すぐに違憲とされた規定を改正する措置が施されている。もっとも、前述の尊属殺重罰規定違憲判決に対しては、直ちに尊属殺に関する規定を削除する措置は採られなかったが（1995年の刑法改正により削除）、係属中の訴訟については普通殺人に罪名を切り換える措置が採られ、既に訴訟が確定している場合は、個別的に恩赦をすることにより対応された。